# Cytheropteron bijuduvali
Cytheropteron bijuduvali is een mosselkreeftjessoort uit de familie van de Cytheruridae. De wetenschappelijke naam van de soort is voor het eerst geldig gepubliceerd in 1988 door Bold.